# الجماعة الأحمدية في السعودية
يقصد بأحمدية السعودية الأشخاص المنتمين لهذه الطائفة من المواطنين والعمال الأجانب في السعودية.[بحاجة لمصدر]